# Margaret Wambui Kenyatta

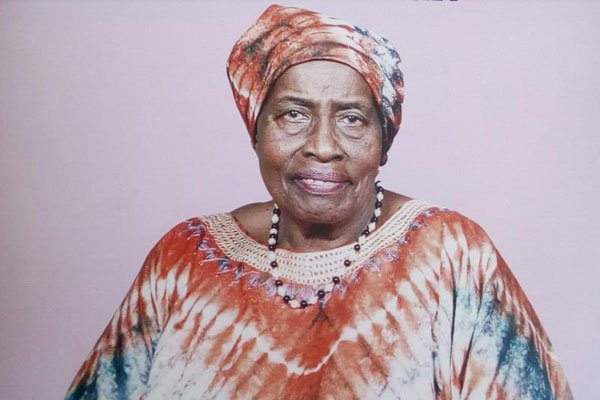
Margaret Wambui Kenyatta, 2017

Margaret Wambui Kenyatta (* 16. Februar 1928 in Nairobi, Kenia; † 5. April 2017 ebenda) war eine kenianische Lehrerin und Politikerin. Sie war die erste afrikanische Bürgermeisterin in Kenias Hauptstadt und die zweite afrikanische Bürgermeisterin des Landes. Von 1976 bis 1986 war sie ständige Vertreterin Kenias bei den Vereinten Nationen.

## Leben und Werk
Kenyatta wurde im Pumwani Maternity Hospital als einzige Tochter des damaligen Generalsekretärs der Kikuyu Central Association, Jomo Kenyatta, und seiner ersten Frau Grace Wahu geboren. Ihr Vater war zum Zeitpunkt ihrer Geburt ein aktiver Politiker und lebte von 1929 bis 1947 hauptsächlich in London. Sie sah ihren Vater erst 1946 im Alter von 18 Jahren wieder, als er aus England in Dagoretti ankam. Mit ihrer Mutter und ihrem Bruder lebte sie in Gichungo in der Nähe des Dagoretti-Kinderzentrums. Sie kam erst mit zehn Jahren zur Schule und besuchte die Ruthimitu Primary School und später die Church of Scotland Mission School in Thogoto. Nach ihrem Grundschulabschluss gab es noch keine weiterführenden Schulen für afrikanische Mädchen. Sie wurde aber an der Alliance High School als erstes Mädchen aufgenommen und erhielt die einmalige Aufnahmenummer 1000, um sie als erstes Mädchen an der Schule zu kennzeichnen.
Anschließend nahm sie 1949 eine Stelle als Lehrerin an dem von ihrem Vater geleiteten Kenya Teacher's Training College in Githunguri an, wo sie drei Jahre lang ohne Gehalt unterrichtete. Als ihr Vater 1952 wegen seiner Verbindung zu den Mau-Mau-Unruhen verhaftet wurde, wurde das College auf Anordnung der Regierung geschlossen. Sie wurde auch verhaftet und eine Woche lang inhaftiert.
Während ihr Vater eine siebenjährige Gefängnisstrafe verbüßte, übernahm sie die Verantwortung für den Unterhalt ihrer Mutter und ging verschiedenen Gelegenheitsjobs nach und engagierte sich in der Peoples Congress Party, die sich für die Rechte der Afrikaner und die Freilassung politischer Gefangener einsetzte. Als Verfechterin der Frauenrechte war sie Vorsitzende des Kenya Women Seminar und engagierte sich aktiv bei Maendeleo ya Wanawake und der Young Women’s Christian Association.

## Stadträtin und Bürgermeisterin
Als ihr Vater 1959 aus dem Gefängnis entlassen wurde und Vorsitzender der Kenya African National Union (KANU) wurde, einer politischen Partei, die sich für die Befreiung Afrikas einsetzte, trat sie auch in die Partei ein und diente als stellvertretende Sekretärin und später als Sekretärin der KANU-Zweigstelle in Kiambu.
1963 wurde sie zur Stadträtin des Bezirks Dagoretti gewählt und für vier weitere Amtszeiten wiedergewählt. Zu dieser Zeit verbrachte sie einige Zeit in Israel als besonderer Gast von Golda Meir, die eine sehr gute Freundin ihres Vaters war. Während des Wiederaufbaus des Pumwani-Entbindungskrankenhauses war sie Vorsitzende des Unterausschusses und des Ausschusses für öffentliche Gesundheit. Sie nutzte ihre Kontakte zu internationalen Bewegungen wie den Countrywomen of the World, dem International Council of Women, den Women Presbyterians of Canada und dem YWCA. 1964 wurde sie Präsidentin des National Council of Women of Kenya und reiste nach Europa, Asien, Amerika, in die UdSSR, in die Volksrepublik China und nach Indien, um auf Konferenzen und Seminaren über die Rolle der Frau beim Aufbau einer Nation zu sprechen.
1969 wurde sie zur stellvertretenden Gouverneurin von Nairobi gewählt und war anschließend von 1970 bis 1976 als erste afrikanische Frau Bürgermeisterin der kenianischen Hauptstadt. Während ihrer Amtszeit als Bürgermeisterin überzeugte sie den österreichischen Bundespräsidenten, SOS-Kinderdörfer in Kenia zu eröffnen.
1976 wurde sie zur ständigen Vertreterin Kenias bei UNEP und UN Habitat ernannt. Von 1992 bis 2002 diente sie auch als Kommissarin in der kenianischen Wahlkommission. Nach ihrer Amtszeit bei der Wahlbehörde zog sie sich aus dem öffentlichen Leben zurück.
Sie war Mitglied der Green Belt Movement, der Kenya Girl Guide Association und saß in mehreren Gremien, wie dem Vorstand des Kiambu Institute of Technology und der Kenya High School. Sie war auch maßgeblich an der Gründung des Starehe Girls Centre beteiligt.
Am 5. April 2017 verstarb Kenyatta im Alter von 89 Jahren in ihrem Haus in Lavington.
Ihr Sohn Patrick John Kamau wurde 1951 in Nairobi geboren und am 28. Oktober 2003 zum Richter am Obersten Gerichtshof von Kenia ernannt.

## Auszeichnungen und Ehrungen (Auswahl)
1964 verlieh ihr Kaiser Haile Selassie von Äthiopien den Orden der Königin von Saba.